# Vittaria schaeferi
Vittaria schaeferi är en kantbräkenväxtart som beskrevs av Georg Hans Emmo Wolfgang Hieronymus. Vittaria schaeferi ingår i släktet Vittaria och familjen Pteridaceae. Inga underarter finns listade.